# Клепачі (Хорольська міська громада)
Клепачі́ — село в Україні, у Хорольській міській громаді Лубенського району Полтавської області. В селі проживає близько 800 чоловік. Орган місцевого самоврядування — Хорольська міська рада.

## Географія
Село Клепачі примикає до села Шишаки, на відстані 1 км знаходиться село Вергуни. По селу протікає пересихаючий струмок з загатою. До села примикає великий садовий масив. Розташоване за 15 км від міста Хорол.

## Історія
З 1917 — у складі УНР, з 1918 — у складі Української Держави Гетьмана Павла Скоропадського. З 1921 — режим комуністів. 1932 комуністи вдалися до терору голодом проти мешканців села. 1941 комуністів вигнали із села.

## Сьогодення
Діє лікарня, дитячий садок, початкова школа. Село газифіковане, місцями має тверде покриття. У селі є три магазини, вузол зв'язку, два нічних бари. На території села землі орендує СВК «Перемога».
12 червня 2020 року, відповідно до розпорядження Кабінету Міністрів України № 721-р «Про визначення адміністративних центрів та затвердження територій територіальних громад Полтавської області», село увійшло до складу Хорольської міської громади..
19 липня 2020 року, в результаті адміністративно - територіальної реформи та ліквідації Хорольського району, село увійшло до складу новоутвореного Лубенського району.

## Електропостачання

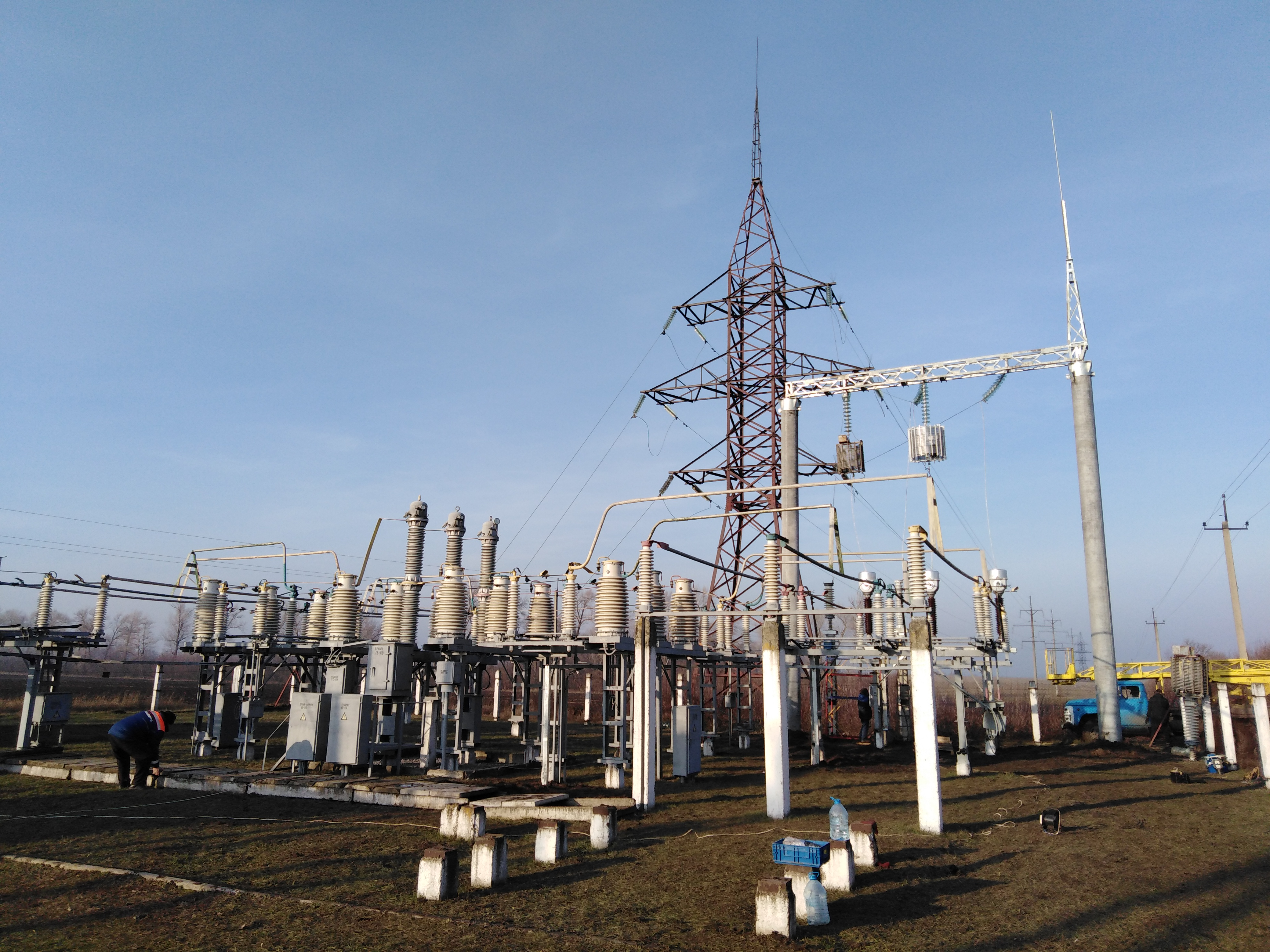
ВРУ-110 кВ ПС 110/10 кВ «Клепачі»

В Клепачах розташована підстанція Лубенської філії ПАТ «Полтаваобленерго» ПС 110/10 кВ «Клепачі» пов’язана повітряними лініями 110 кВ  з двома підстанціями, одна з яких ПС 110/10 кВ «Хорол».

### Реконструкція
В 2019 році в зв’язку з реконструкцією ПС «Хорол», проведена часткова реконструкція обладнання пов’язаного з ПЛ-110 кВ «Клепачі-Хорол» розташованого на ПС «Клепачі». Серед іншого на території ВРУ-110 кВ були замінені трансформатори струму, а також замінено панелі керування та захистів пов’язані з цією повітряною лінією.

## Відомі мешканці
- Клепач Прокіп Федорович (1919, Клепачі) — учасник Другої світової війни, Герой Радянського Союзу[3].